# Jolenta Helena

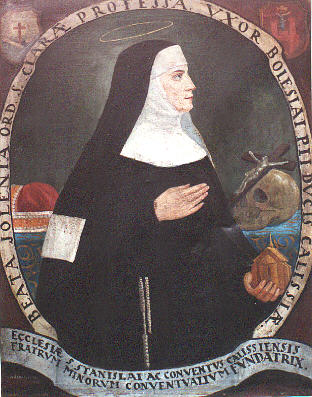
Jolenta Helena, fiktive Darstellung aus dem Jahr 1923

Jolenta Helena (auch: Jolán, Jolanda oder Helena von Ungarn; * 1235 in Esztergom (Gran), Ungarn; † 11. Juni 1298 in Gniezno (Gnesen), Polen) war eine Tochter von König Béla IV. von Ungarn und Maria Laskaris von Nicäa. Sie war eine Schwester von Margareta von Ungarn und Kinga von Polen. Eine ihrer Tanten väterlicherseits war die Franziskanerin Elisabeth von Thüringen.

## Leben
Als junges Mädchen wurde Jolenta nach Polen geschickt, um unter der Aufsicht ihrer Schwester Kinga, die mit dem Herzog Bolesław V. verheiratet war, unterrichtet zu werden. Dort wurde sie ermutigt, Bolesław VI. den Frommen zu heiraten, was sie 1257 auch tat. Sie hatten drei Töchter:
- Elisabeth von Kalisch (1263 – 28. September 1304); verheiratet mit Heinrich V.
- Hedwig von Kalisch (1266 – 10. Dezember 1339); verheiratet mit Władysław I. Ellenlang, König von Polen[5]
- Anna von Kalisch (geboren 1278, Todesdatum unbekannt); Nonne in Gniezno.

Während ihrer Ehe zeichnete sie sich durch ihre großen Verdienste um die Armen und Bedürftigen des Landes aus und war eine große Wohltäterin der mit ihnen verbundenen Klöster, Stifte und Hospitäler. Ihr Mann unterstützte sie bei ihren Wohltätigkeitsveranstaltungen so sehr, dass er den Beinamen „der Fromme“ erhielt. Im Jahr 1279 wurde sie Witwe.

## Religiöse Tätigkeit
Nach dem Tod von Bolesław zogen sich Jolenta und Kinga zusammen mit einer von Jolentas Töchtern, Anna, in das von Kinga in Stary Sącz (Alt Sandez) gegründete Klarissenkloster zurück. Aufgrund der bewaffneten Auseinandersetzungen in der Region musste Jolenta umziehen und gründete ein neues Kloster in Gniezno. Kurz vor ihrem Tod wurde sie überredet, Äbtissin der Nonnengemeinschaft zu werden.

## Verehrung
1827 wurde sie seliggesprochen. Sie wurde zur Kandidatin für die Heiligsprechung erklärt. Ihre Schwestern Kinga und Margarete sind bereits heiliggesprochen worden.